# Petrogenetica
La petrogenetica è una branca della geologia che analizza le strutture geologiche a livello di singoli campioni di roccia. Si esaminano a livello microscopico le relazioni fra i minerali costituenti e l'orientazione statistica dei piani cristallografici ed assi ottici. Gli strumenti di indagine sono il microscopio ottico con il quale si analizzano sezioni sottili di roccia, il difrattometro e la camera di Debye per analizzare i separati granulari.